# 大島孝一
大島 孝一（おおしま こういち、1916年12月7日 - 2012年8月27日）は、日本の教育者、物理学者、平和運動家。女子学院院長。

## 経歴
熊本市に生まれる。1935年福岡県中学修猷館、1937年旧制福岡高等学校理科乙類を経て、1940年、東北帝国大学理学部物理学科卒業。
1941年、福岡管区気象台に勤務中に応召し陸軍の気象班員となる。終戦後、1945年の暮れに九州に向かう途中で、原子爆弾で焼野原となった広島を見て衝撃を受け平和運動を志す。
その後、東北大学理学部地球物理学教室助手を経て、岩手大学学芸学部の物理学の助教授となり、岩手県農村文化懇談会の一員として『戦没農民兵士の手紙』（岩波新書、1961年）の編集に参加している。
1966年、女子学院院長に就任。さまざまな学校制度の改革を行い、制服の服装規定などを廃止している。この間も、日本戦没学生記念会（わだつみ会）常任理事、キリスト者政治連盟委員長、日本キリスト教協議会靖国神社問題特別委員会委員長などを務めた。
1974年4月、朴正熙の独裁政権に反対するデモを起こした大学生らのうち180人が拘束される「民青学連事件」が発生。7月16日までに、金芝河ら14人に死刑、15人に無期懲役、日本人の太刀川正樹と早川嘉春を含む26人に懲役15年から20年の刑が科せられた。8月8日、「金芝河らをたすける国際委員会代表団」が韓国に派遣された。大島のほか、日高六郎、ジョージ・ウォルド、反戦活動家のフレッド・ブランフマン、福音館書店編集長の藤枝澪子らがこれに参加した。
1980年に女子学院院長退任。戦後補償実現市民基金共同代表を務めた。
平和問題、天皇制問題、靖国神社国有化問題、台湾における人権問題などで積極的に発言を続けた。
2012年8月27日死去。95歳没。

## 著書
- 『自己確認の旅』  新教出版社、1980年
- 『戦争のなかの青年』  岩波書店、1985年